# Бове (Фрозиноне)
Бове је насеље у Италији у округу Фрозиноне, региону Лацио.
Према процени из 2011. у насељу је живело 122 становника. Насеље се налази на надморској висини од 233 м.